# Rhinoscepsis bistriatus
Rhinoscepsis bistriatus är en skalbaggsart som beskrevs av Leconte 1878. Rhinoscepsis bistriatus ingår i släktet Rhinoscepsis och familjen kortvingar. Inga underarter finns listade i Catalogue of Life.